# Кацукава Сюнтьо
Кацукава Сюнтьо (2-а пол. XVIII ст.) — японський художник періода Едо. Представник школи Кацукава.

## Життя та творчість
Про цього художника відомо замало. Народився в Едо. Був учнем голови школи Кацукава — Кацукава Сюнкьо. Втім з 1780 року став навчатися у Торії Кійонага. З 1790 року відчув вплив творчості Кітаґава Утамаро. Розквіт творчості Кацукава Сюнтьо приходить на 1780—1795 роки. З 1795 року відійшов від гравюри і став романістом. Його учнем був Кацукава Сюндзан.
Загалом наслідував своїм вчителем, не був визначним новатором в малюванні. Сюнтьо настільки блискуче відтворював мальовничу манеру Торії Кійонаги, що його роботи, незважаючи на їх вторинність і наслідувальний характер, нерідко мають на глядача набагато сильніше враження, ніж роботи самого Торіі Кійонаги.
Працював спочатку в жанрі театральної гравюри, потім — в жанрі бідзіна-га (зображення красунь) і сюнґа. Особливо численні гравюри із зображенням пікніків і прогулянок в околицях Едо. Жіночі образи Кацукава Сюнтьо — наче ефемерні створення, що несуть у собі якусь загадку, таємницю, і одночасно земні, живі істоти, що займаються своїми повсякденними справами. Маючи в своєму розпорядженні витончених красунь на тлі мальовничих пейзажів, художник навмисно уникає складних композиційних рішень і строкатої колірної гами, прагнучи передати гармонію світу і людини, опоетизувати навколишню дійсність.